# Province d'Oki

Carte des anciennes provinces du Japon avec Oki mise en évidence.

Oki (隠岐国) est une ancienne province du Japon, qui était constituée des îles Oki.
Aujourd'hui, le district d'Oki fait partie de la préfecture de Shimane.
La province d'Oki était un lieu d'exil. L'empereur Go-Toba et l'empereur Go-Daigo y ont été envoyés.
Depuis la période Kamakura, la province d'Oki est gouvernée par le shugo de la province d'Izumo. Pendant la période Muromachi, la province a été contrôlée successivement par le clan Sasaki, le clan Yamana et le clan Kyogoku. Pendant la période Sengoku, le clan Amako possédait la province.